# Herb Wyrzyska
Herb Wyrzyska – jeden z symboli miasta Wyrzysk i gminy Wyrzysk w postaci herbu.

## Wygląd i symbolika
Herb przedstawia na białej tarczy, na murawie zielonej, jelenia skaczącego w lewo, z krzyżem między rogami złotym; za nim drzewo zielone.

## Historia
Wizerunek herbowy z jeleniem widnieje na pieczęciach miejskich od 1730 roku. W XVIII wieku na pieczęciach pojawił się krzyż między rogami, który ponownie zniknął. Krzyż przywrócony został w XX wieku.